# Dicella macroptera
Dicella macroptera är en tvåhjärtbladig växtart som först beskrevs av Carl Friedrich Philipp von Martius, och fick sitt nu gällande namn av Adrien Henri Laurent de Jussieu. Dicella macroptera ingår i släktet Dicella och familjen Malpighiaceae. Inga underarter finns listade i Catalogue of Life.